# Gustavo Sauer
Gustavo Affonso Sauerbeck, meglio noto come Gustavo Sauer (Joinville, 30 aprile 1993), è un calciatore brasiliano, attaccante del Wuhan San Zhen.

## Carriera
Ha giocato nella seconda divisione brasiliana e nella prima divisione dei campionati armeno, bulgaro, portoghese, brasiliano e turco.

## Statistiche

### Presenze e reti nei club
Statistiche aggiornate al 18 agosto 2023.
| Stagione             | Squadra              | Campionato           | Campionato | Campionato | Coppe nazionali | Coppe nazionali | Coppe nazionali | Coppe continentali | Coppe continentali | Coppe continentali | Altre coppe | Altre coppe | Altre coppe | Totale | Totale |
| Stagione             | Squadra              | Comp                 | Pres       | Reti       | Comp            | Pres            | Reti            | Comp               | Pres               | Reti               | Comp        | Pres        | Reti        | Pres   | Reti   |
| -------------------- | -------------------- | -------------------- | ---------- | ---------- | --------------- | --------------- | --------------- | ------------------ | ------------------ | ------------------ | ----------- | ----------- | ----------- | ------ | ------ |
| gen.-ago. 2014       | Joinville            | PD/SC+B              | 0+2        | 0          | CB              | 1               | 0               |                    | -                  | -                  |             | -           | -           | 3      | 0      |
| ago.-dic. 2014       | Ganjasar             | BC                   | 1          | 0          | CA              | 1               | 0               |                    | -                  | -                  |             | -           | -           | 2      | 0      |
| gen.-apr. 2015       | Metropolitano        | PD/SC                | 6          | 0          |                 | -               | -               |                    | -                  | -                  |             | -           | -           | 6      | 0      |
| ago.-nov. 2015       | Paraná               | B                    | 8          | 1          | CB              | -               | -               |                    | -                  | -                  |             | -           | -           | 8      | 1      |
| gen.-mar. 2016       | Joinville            | PD/SC                | 5          | 0          | CB              | -               | -               |                    | -                  | -                  |             | -           | -           | 5      | 0      |
| mar.-dic. 2016       | Daejeon Citizen      | K2                   | 22         | 6          | CCS             | 2               | 0               |                    | -                  | -                  |             | -           | -           | 24     | 6      |
| 2017-2018            | Botev Plovdiv        | 1L                   | 16+5       | 1+0        | CB              | 4               | 0               | UEL                | -                  | -                  | SB          | -           | -           | 25     | 1      |
| 2018-gen. 2019       | Botev Plovdiv        | 1L                   | 19         | 2          | CB              | 2               | 0               |                    | -                  | -                  |             | -           | -           | 21     | 2      |
| Totale Botev Plovdiv | Totale Botev Plovdiv | Totale Botev Plovdiv | 35+5       | 3+0        |                 | 6               | 0               |                    | -                  | -                  |             | -           | -           | 46     | 3      |
| gen.-giu. 2019       | Boavista             | PL                   | 10         | 1          | CP+CdL          | -               | -               |                    | -                  | -                  |             | -           | -           | 10     | 1      |
| 2019-2020            | Boavista             | PL                   | 28         | 1          | CP+CdL          | 1+1             | 0               |                    | -                  | -                  |             | -           | -           | 30     | 1      |
| 2020-2021            | Boavista             | PL                   | 32         | 2          | CP              | 2               | 0               |                    | -                  | -                  |             | -           | -           | 34     | 2      |
| 2021-apr. 2022       | Boavista             | PL                   | 26         | 6          | CP+CdL          | 1+4             | 0+4             |                    | -                  | -                  |             | -           | -           | 31     | 10     |
| Totale Boavista      | Totale Boavista      | Totale Boavista      | 96         | 10         |                 | 9               | 4               |                    | -                  | -                  |             | -           | -           | 105    | 14     |
| apr.-dic. 2022       | Botafogo             | A                    | 9          | 0          | CB              | 2               | 0               |                    | -                  | -                  |             | -           | -           | 11     | 0      |
| 2023                 | Botafogo             | A/RJ+A               | 7+6        | 4+2        | CB              | 4               | 0               | CS                 | 10                 | 1                  |             | -           | -           | 27     | 7      |
| Totale carriera      | Totale carriera      | Totale carriera      | 202        | 26         |                 | 24              | 4               |                    | 10                 | 1                  |             | -           | -           | 236    | 31     |